# Particle Image Velocimetry
Particle Image Velocimetry PIV) är en teknik för att studera flöden. Grunden för tekniken är att flödet sås med partiklar. Genom att studera partiklarnas rörelse kan man indirekt mäta flödets hastighet. Det stora antalet partiklar som används gör att man inte kan följa enskilda partiklar, utan istället beräknar rörelsen statistiskt. När enskilda partiklar följs kallas tekniken istället Particle Tracking Velocimetry (PTV).
I standardutförandet kan tekniken bara mäta hastigheter i två dimensioner och två komponenter, men genom att använda kameror placerade på två olika ställen kan man mäta alla de tre komponenterna, fortfarande sker dock avbildningen enbart i två dimensioner. 
Under 1990-talet har tekniken fått ökad praktisk betydelse då snabbare datorer lett till att de tidsödande beräkningar som krävts har kunnat utföras betydligt snabbare. Under 90-talet har även utvecklingen gått mot ökad användning av digital kamerautrustning.

## Tekniken

### Partiklar
För att den uppmätta hastigheten ska stämma överens med den faktiska hastigheten krävs att partiklarnas hastighet inte avviker från vätskans. I praktiken är detta inte möjligt att uppnå då partikelns densitet är större än den densitet som den omgivande vätskan eller gasen har. Skillnaden i densitet gör partiklarna kommer att röra sig långsammare än det omgivande flödet när det förekommer accelerationer i flödet.
Skillnaden i hastighet kan beräknas med hjälp av en anpassad variant av Stokes lag:
{\displaystyle U_{s}=d_{p}^{2}{\frac {(\rho _{p}-\rho )}{18\mu }}a}
{\displaystyle U_{s}} är den hastighetsskillnad som uppstår, {\displaystyle d_{p}} är diametern hos partiklarna, {\displaystyle \rho _{p}} och {\displaystyle \rho } är densiteten hos partikeln respektive vätskan (gasen), {\displaystyle \mu } är vätskans dynamiska viskositet och slutligen är a den acceleration som vätskan utsätts för. 
Detta sätter vissa begränsningar för vilka sorters partiklar som är användbar. Samtidigt som partikeln bör vara liten för att följa flödet bör den vara så stor som möjligt för att sprida så mycket ljus som möjligt. Typiska storlekar är för vätskor mellan 10 och 1000 mikrometer, för gaser mellan 1 och 50 mikrometer.
Koncentrationen av partiklar bör vara så hög som det är möjligt utan att flödet påverkas eller att ljuset från ljuskällan i alltför stor omfattning absorberas eller sprids under den sträcka det färdas genom mätvolymen.

### Ljuskällor och Optik
Vanligen används lasrar som ljuskällor. Detta eftersom det ger ifrån sig enfärgat ljus (monokromt ljus) och eftersom den koncentrerade strålen gör optiken enklare. Den vanligast använda lasertypen är Nd:YAG-lasern. 
I det område som där mätningen sker ska ljuset bilda ett ark. För att undvika avbildningsproblem orsakade av att partiklar rör sig i riktningen vinkelrätt mot arket bör det vara tunt - omkring 1 mm. Det får samtidigt inte vara för tunt då partiklarna i så fall riskerar att enbart vara belysta på en av de två bilderna. 
Tiden mellan de två exponeringarna optimeras så att förflyttningarna blir så stora som möjligt, samtidigt som förlusten av partiklar ut ur det belysta skikten inte blir alltför stort. Fördelen med stora förflyttningar är att hastighetsupplösningen blir bättre eftersom en viss förflyttning på en viss sträcka på bilden blir en kortare sträcka i verkligheten.

### Bildbehandling
De bilder som man får har ofta ett utseende liknande myrornas krig. För att kunna få fram information ur dem delas de in i rutor, undersökningszoner. Dessa undersöks därefter med statistiska medel. Om man har tagit två bilder med kort tidsintervall, vilket numera är vanligast, används korskorrelation. Om man har tagit en bild som exponerats två gånger används autokorrelation. 
För att öka upplösningen anpassas en kurva efter de resultatet av korrelation. Avståndet till kurvans högsta punkt mäts. På detta viset kan man nå en upplösning på betydligt mindre än en pixel. Resultat blir att man fram en vektor som visar hur mycket partiklarna har flyttat sig inom rutan.
För att öka möjligheten att mäta även hög hastigheter, och för att öka precisionen i mätningarna genomförs ofta denna bearbetning i flera steg. Efter den första beräkningen flyttas bilderna jämfört med varandra, därefter görs beräkningen om. Detta gör att risken för att en partikel som finns med i rutan för den ena bilden ska hamna utanför den undersökta rutan i den andra bilden minskar.  
Mer sofistikerad metoder finns. Ett exempel är Super-resolution PIV som försöker mäta rörelsen av enstaka partiklar.
För att inte de uppmätta hastigheterna ska ha en tendens att i hög grad ligga nära hastigheter motsvarande mot förflyttningar på hela pixlar i bilden krävs att storleken på partiklarna ska vara omkring två pixel eller större på bilden.